# 埃米特 (密蘇里州)
埃米特（英語：Emmett）是位於美國密蘇里州戴德縣的鬼鎮。

## 歷史
埃米特的郵局於1882年設立，其後於1904年停運。

## 地理
埃米特所處的海拔為高於海平面351米（即1152英呎），而該地所採用的時區為UTC-6，即北美中部時區（CST）。同時該地設有夏令時間，為UTC-6調快一小時，即UTC-5（CDT）。